# Emile Heskey
Emile Heskey, teljes nevén Emile William Ivanhoe Heskey (Leicester, 1978. január 11. –) antiguai származású angol válogatott labdarúgó. Jó képességű, erős fizikumú középcsatár, aki nagy futómennyisége révén kiválóan alkalmazható a balszélső posztján is.
Pályafutását szülővárosa csapatában, a Leicester Cityben kezdte 1994-ben. Ugyanabba az iskolában járt, mint a világhírű Gary Lineker. A kiscsapattal legnagyobb sikere a két ligakupa-győzelem 1997-ből és 1999-ből. 2000-ben a Liverpoolhoz szerződött, ahol 2004-ig játszott. Itt többek között UEFA-kupát és FA-kupát is nyert. 2006-ig a Birmingham, majd a Wigan játékosa volt. 2009 óta szerepel az Aston Villánál. Legutóbbi három csapatánál kevésbé volt sikeres, mindössze egy ligakupa-döntőben játszhatott az Aston Villával.
A szurkolók által Bruno becenéven szólított labdarúgó az angol válogatottnak 1999 óta tagja, azóta három világversenyen, a 2000-es Eb-n, a 2002-es vb-n és a 2004-es Eb-n képviselhette hazáját. Itt első meccsét Magyarország ellen játszotta. A 2010-es vb-ig 58 válogatott fellépésén 7 gólt szerzett.
A nemzeti csapattal eddig nem ért el semmilyen kiemelkedő sikert. A 2000-es Eb-n az angol válogatott már a csoportkörben kiesett, ezen a kontinenstornán Heskey nem szerzett gólt. 2002-ben az angolok a negyeddöntőben estek ki, a későbbi világbajnok Brazília 2–1-es győzelmet aratott ezen a mérkőzésen, Heskey maga egy gólt jegyzett. A 2004-es, portugáliai rendezésű Európa-bajnokságon a csapat ismét a negyeddöntőig jutott, Heskey nem talált be. A 2006-os vb-n nem került be a keretbe, a 2008-as Eb-re pedig Anglia nem jutott ki.
2010-ben hat év után került be ismét egy világversenyre utazó keretbe. A világbajnokság nem hozott újabb igazi válogatott sikert sem neki sem csapatának.

## Gyermekkora
Heskey Leicesterben született, antiguai szülők gyermekeként. Apja biztonsági őr volt egy szórakozóhelyen. Emile középső nevét, az „Ivanhoe”-t Sir Walter Scott regénye után kapta, mert ez volt édesapjának a kedvenc könyve. Emile a Ratby & Groby Juniors nevű leicesteri csapatban kezdett játszani. Itt hamar felfigyeltek tehetségére, és kilencévesen a Leicester City akadémiájára került.

## Pályafutása

### Leicester City
A különböző korosztályos csapatok után a felnőttek között végül 1995. március 8-án mutatkozhatott be, 17 évesen. Az ellenfél a Queens Park Rangers volt.
A következő szezonban a klub feljutott az első osztályba, ő ekkor vált rendszeres kezdőjátékossá, összesen 30 meccsen játszott. Ebben az idényben szerezte meg az első gólját a felnőtt csapatban a Norwich ellen. Ez egyben a győzelmet jelentette csapata számára. Ezt az évet végül hét góllal zárta.
Az 1996–97-es szezonban, amely első Premier League-szezonja volt, 35 mérkőzésen lépett pályára, ezeken 10 gólt szerzett. A ligakupa-döntőn fontos szerepet játszott, ő szerezte az egyenlítő gólt a Middlesbrough ellen. Az újrajátszást végül a Leicester nyerte, így elhódították a kupát.
Az 1997–98-as szezon után, miután ezt is 10 góllal zárta, és így házi gólkirály lett, komoly érdeklődést mutatott iránta a Leeds United és a Tottenham Hotspur. A következő év nem sikerült jól számára, csak hat gólt szerzett. Bár ő maga nem talált sokszor a hálóba, számos gólpasszt adott éktársának, Tony Cottee-nek, és kettejük góljainak is köszönhetően a Leicester kivívta a bent maradást. A következő évben a csapat, ezúttal a Tranmere ellen, ismét elhódította a ligakupát.

### Liverpool
2000 márciusában lett a Liverpool FC játékosa, akkori klubrekordot jelentő 11 millió euróért. A döntést a szigetország sportsajtója sokat kritizálta. Bemutatkozására végül a Sunderland ellen került sor március 11-én, első gólját új csapata színeiben pedig a Coventry City ellen szerezte, április elsején. A szezont végül három góllal zárta.
Az ezt követő idényben minden kételyt eloszlatott 23 lőtt góljával. Kezdőként kapott szerepet a kupadöntőn Robbie Fowler mellett. Nyáron, az európai szuperkupa-döntőn, a Bayern München ellen ő szerezte csapata második gólját. A meccset a „'Pool” végül 3–2-re nyerte.
2003 telén a Tottenham szerette volna leszerződtetni, ám ő visszautasította az ajánlatot. Ugyanebben az évben, Gary Linekerrel együtt, nagy összeggel támogatta korábbi klubját, a Leicester Cityt, amely súlyos anyagi nehézségekkel küzdött. A 2002–03-as szezont mindössze 9 góllal zárta, amiért éles kritikákat kapott, azonban az edző, Gérard Houllier kijelentette, biztosan a csapatnál marad. A 2003–04-es idényben legnagyobb konkurenciája Milan Baroš volt a kezdőcsapatba kerülésért. Év végén 12 góllal zárt, és bekerült a 2004-es Eb-re utazó angol keretbe.

### Birmingham
A 2003–04-es szezon végeztével ötéves szerződést írt alá a Birminghammel, amivel ő lett a klub történetének legdrágább játékosa. Az Osasuna elleni felkészülési meccsen bokasérülést szenvedett, így a bajnokság első fordulóját kénytelen volt kihagyni. Első gólját új csapata színeiben augusztus 24-én, a Manchester City ellen szerezte.
Április 19-én bokasérülést szenvedett, ám mivel a sérülés nem bizonyult súlyosnak, így három nappal később már ismét játszhatott. A szezon végén a csapat kiesett, Heskey pedig mindössze négy góllal zárt. A szezon végén a klub igazgatója, Karren Brady bejelentette, hogy a Birmingham Heskey 6,25 millió fontos vételárának utolsó másfél millióját nem tudja kifizetni.

### Wigan

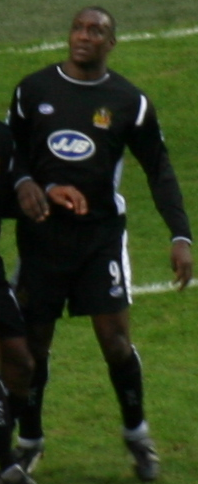
Heskey a Wigan Athletic színeiben, 2007-ben

Heskey 2006. július 7-én írta alá szerződését a Wigannel 5 és fél millió fontért. Szűk két héttel később már be is mutatkozott a Newcastle ellen. Itt játszotta karrierje 500. bajnoki mérkőzését a Reading ellen, ezen megszerezte első gólját a Wigan színeiben. A 2006–07-es szezont végül 36 fellépésen nyolc góllal zárta. A Wigan jobb gólkülönbségének köszönhetően nem esett ki, a Sheffield kárára, amely ellen egyébként majdnem gólt szerzett. Szeptemberben lábközépcsont-törést szenvedett angol bajnokin, a Fulham FC elleni mérkőzésen, és csak novemberben, az Arsenal elleni 2–0-s vereség alkalmával tért vissza. Decemberben ismét kisebb sérülést szedett össze, ezúttal bokájával adódtak problémák. Április 14-én pontot érő gólt szerzett a Chelsea ellen, szertefoszlatva a londoni klub bajnoki címről szőtt álmait. A következő fordulóban ismét gólt szerzett. Ez volt utolsó gólja a szezonban, összesen négyet szerzett.
A következő idényben első gólját a negyedik fordulóban szerezte. Októberben megemlítette, hogy szeretne távozni a Wigantől, és ismét a Bajnokok Ligájában játszani. Ezzel szemben a vezetőedző, Steve Bruce, szerette volna rábírni a szerződéshosszabbításra. November elsején megszerezte századik bajnoki gólját, a Portsmouth elleni győzelem alkalmával. Bár az elnök szerint távozására reális esély volt, Bruce ezt csak kiemelkedő ajánlat esetén lett volna hajlandó elfogadni. Később ugyanő azt mondta, biztos, hogy Heskey a klubnál marad. Heskey egy alkalommal azt nyilatkozta, legalább a szezon végéig marad a csapatnál.

### Aston Villa

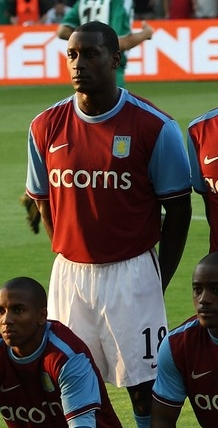
Heskey 2009-ben

Heskey az Aston Villával 2009. január 23-án írta alá szerződését. Az átigazolás díja 3,5 millió font volt, a szerződés pedig 3,5 évre szólt. Négy nappal később, a Portsmouth ellen játszotta első meccsét, és ezen rögtön be is talált. A szezon hátralévő részében még egy gólt lőtt.
A következő idény előtt, a spanyol Málaga CF elleni felkészülési meccsen megsérült, így kis időt ki kellett hagynia. Később kijelentette, hogy télen távozni szeretne a klubtól, mivel szeretett volna mindenképp kijutni a 2010-es vb-re, azonban az edző, Martin O’Neill ezt meghiúsította. Később Heskey tagadta, hogy ilyet mondott volna. A 2009-10-es szezont Heskey végül 42 tétmérkőzéssel, és 5 góllal zárta.
A következő idényben első mérkőzését a Rapid Wien elleni Európa-liga-selejtező első összecsapásán játszotta. A korábban már a Liverpoolban is az edzőjeként dolgozó Gérard Houllier-nak köszönhetően jól kezdte az idényt, győztes gólokat szerzett a Wolverhampton Wanderers and West Bromwich Albion ellen is. Május hetedikén heves szóváltásba keveredett Mike Jones játékvezetővel, amiért egy ellene elkövetett szabálytalanság után nem adott meg egy szabadrúgást. Ekkor reklamálásért sárga lapot kapott, ám miután még utána is szövegelt, a kapus Brad Friedelnek és a csapatkapitány Sztilijan Petrovnak kellett őt lefognia. Az eset után a megbízott edző, Gary McAllister már a szünetben lecserélte, és azt is megtiltotta neki, hogy egyáltalán a stadionban maradjon. Később emiatt semmilyen büntetést nem kapott sem a szövetségtől, sem csapatától.

### Válogatott
Már fiatalon felfigyeltek rá a válogatók, hiszen játszott különböző korosztályos angol válogatottakban, és legnagyobb sikerét az angol U18-as csapatban érte el, mely a harmadik helyen végzett a Franciaországban megrendezett Európa-bajnokságon.
Heskey először 1994-ben, az U16-os Eb-n került a nemzetközi figyelem középpontjába. Az U18-as válogatottban Michael Owennel ők ketten alkották a csatársort, a csapat pedig Eb-harmadik lett Franciaországban. Ebben a korosztályos csapatban nyolc meccsen öt gólt szerzett. Nem sokkal később bemutatkozhatott az U21-es válogatottban is, Lengyelország ellen. Itt végül összesen 16 mérkőzésen hat gólt ért el. Egy meccsen a B-válogatottban is játszott, ezen be is talált.
A felnőttcsapat keretébe először 1998-ban kapott behívót egy Csehország elleni barátságos meccsre, ám ekkor nem játszott. Először barátságos mérkőzésen Budapesten Magyarország ellen (1-1) játszhatott, kezdőjátékosként pedig 2000-ben, Argentína ellen léphetett pályára. E meccseken nyújtott jó teljesítményének köszönhetően bekerült a 2000-es Eb-n szereplő angol keretbe. A belga-holland közös rendezésű kontinenstornán két mérkőzésen lépett pályára, egyaránt csereként. Az angol nemzeti csapat a csoportkör után kiesett. A 2002-es labdarúgó-világbajnokságon is kerettag volt. Balszélsőként játszott, de ezen a poszton nem nyújtott jó teljesítményt. A Dánia elleni 3–0-s győzelem alkalmával betalált, a győzelem azt jelentette, hogy a válogatott a negyeddöntőbe jutott. A negyeddöntőben is játszott, az ellenfél a későbbi világbajnok Brazília volt. Anglia végül 2–1-es vereséget szenvedett.
Októberben, a szlovákok elleni barátságos meccsen ő és csapattársa, Ashley Cole számtalan rasszista megnyilvánulás céltáblája lett, ami végül UEFA-vizsgálathoz vezetett. A szlovákoknak a következő válogatott meccsét zárt kapuk mögött kellett lejátszaniuk.
Heskey válogatottbeli helye az akkor berobbanó Wayne Rooney által vált bizonytalanná. Bár sokat kritizálták, ő továbbra is állandó válogatott maradt, egy alkalommal, Michael Owen lecserélése után a csapatkapitányi karszalagot is megkapta. Bár ismét elutazott az aktuális világversenyre (2004-es Eb), itt ismét nem játszott jól.
2004 augusztusában még játszott az ukránok ellen, ezt követően legközelebb csak 2005-ben hívták a válogatottba. Peter Crouch feltűnésével még inkább csökkentek a válogatottba kerülési esélyei.
Steve McClaren edzősége idején keveset szerepelt a nemzeti csapatban, bár két Eb-selejtezőn szerepet kapott a sérült Rooney helyett, valamint Owen nyomására, mely szerint ő Heskeyvel szeretne játszani. Az Izrael elleni meccsel ő lett az első válogatott Wigan-játékos. Oroszország ellen is kezdett, Crouchot kiszorítva a kezdőcsapatból. A meccsen gólpasszt adott Owennek, második góljakor.
Az új szövetségi kapitány, Fabio Capello, Svájc ellen hívta be először, de egy sérülés miatt le kellett cserélni. Ezt követően 2008 augusztusában Csehország ellen szerepelt ismét az angol csapatban, majd a következő két vb-selejtezőn, Andorra és Horvátország ellen is csapatban maradt. A horvátok elleni meccsen ismét rasszista inzultusok érték, amiért a FIFA 15 ezer fontra büntette a horvát szövetséget. 2008. október 15-én Fehéroroszország ellen jubilált, ötvenedszer öltötte magára a válogatott mezt. Szlovákia ellen hat év után először szerzett gólt a nemzeti csapatban, itt egyébként meg is sérült, és le kellett cserélni. Legközelebb Kazahsztán ellen volt eredményes, előtte tétmeccsen hét éve nem szerzett gólt.

## Magánélete
Felesége sokáig Kylee Pinsent volt, ám tőle 2004-ben elvált, jelenleg Chantelle Tagoe-val él, akivel 2002-ben, még Pinsenttel való kapcsolata idején ismerkedett meg. Öt gyermek édesapja, ebből három Pinsenttől, kettő Tagoe-tól született.

## Sikerek
- Leicester City FC:
  - Ligakupa-győztes: 1997, 2000
- Liverpool FC:
  - Kupagyőztes: 2001
  - Ligakupa-győztes: 2001, 2003
  - Szuperkupa-győztes: 2001
  - UEFA-kupa-győztes: 2001
  - UEFA-szuperkupa-győztes: 2001

## Statisztika

### Klub
2012. október 22. szerint.
| Klub                 | Szezon               | Bajnokság | Bajnokság | Kupa | Kupa | Ligakupa | Ligakupa | Európa | Európa | Egyéb | Egyéb | Összesen | Összesen |
| Klub                 | Szezon               | Mérk      | Gól       | Mérk | Gól  | Mérk     | Gól      | Mérk   | Gól    | Mérk  | Gól   | Mérk     | Gól      |
| -------------------- | -------------------- | --------- | --------- | ---- | ---- | -------- | -------- | ------ | ------ | ----- | ----- | -------- | -------- |
| Leicester City       | 1994–95              | 1         | 0         | 0    | 0    | 0        | 0        | 0      | 0      | 0     | 0     | 1        | 0        |
| Leicester City       | 1995–96              | 30        | 7         | 0    | 0    | 2        | 0        | 0      | 0      | 3     | 0     | 35       | 7        |
| Leicester City       | 1996–97              | 35        | 10        | 3    | 0    | 9        | 2        | 0      | 0      | 0     | 0     | 47       | 12       |
| Leicester City       | 1997–98              | 35        | 10        | 2    | 0    | 0        | 0        | 2      | 0      | 0     | 0     | 39       | 10       |
| Leicester City       | 1998–99              | 30        | 6         | 2    | 0    | 8        | 3        | 0      | 0      | 0     | 0     | 40       | 9        |
| Leicester City       | 1999–2000            | 23        | 7         | 4    | 0    | 8        | 1        | 0      | 0      | 0     | 0     | 35       | 8        |
| Leicester City       | Összesen             | 154       | 40        | 11   | 0    | 27       | 6        | 2      | 0      | 3     | 0     | 197      | 46       |
| Liverpool            | 1999–2000            | 12        | 3         | 0    | 0    | 0        | 0        | 0      | 0      | 0     | 0     | 12       | 3        |
| Liverpool            | 2000–01              | 36        | 14        | 5    | 5    | 4        | 0        | 10     | 3      | 0     | 0     | 55       | 22       |
| Liverpool            | 2001–02              | 35        | 9         | 2    | 0    | 1        | 0        | 17     | 5      | 1     | 0     | 56       | 14       |
| Liverpool            | 2002–03              | 32        | 6         | 3    | 0    | 5        | 0        | 11     | 3      | 1     | 0     | 52       | 9        |
| Liverpool            | 2003–04              | 35        | 7         | 4    | 1    | 2        | 2        | 6      | 2      | 0     | 0     | 47       | 12       |
| Liverpool            | Összesen             | 150       | 39        | 14   | 6    | 12       | 2        | 44     | 13     | 2     | 0     | 222      | 60       |
| Birmingham City      | 2004–05              | 34        | 10        | 2    | 1    | 2        | 0        | 0      | 0      | 0     | 0     | 38       | 11       |
| Birmingham City      | 2005–06              | 34        | 4         | 3    | 0    | 3        | 1        | 0      | 0      | 0     | 0     | 40       | 5        |
| Birmingham City      | Összesen             | 68        | 14        | 5    | 1    | 5        | 1        | 0      | 0      | 0     | 0     | 78       | 16       |
| Wigan                | 2006–07              | 34        | 8         | 1    | 0    | 1        | 0        | 0      | 0      | 0     | 0     | 36       | 8        |
| Wigan                | 2007–08              | 28        | 4         | 2    | 0    | 0        | 0        | 0      | 0      | 0     | 0     | 30       | 4        |
| Wigan                | 2008–09              | 20        | 3         | 0    | 0    | 2        | 0        | 0      | 0      | 0     | 0     | 22       | 3        |
| Wigan                | Összesen             | 82        | 15        | 3    | 0    | 3        | 0        | 0      | 0      | 0     | 0     | 88       | 15       |
| Aston Villa          | 2008–09              | 14        | 2         | 0    | 0    | 0        | 0        | 0      | 0      | –     | –     | 14       | 2        |
| Aston Villa          | 2009–10              | 31        | 3         | 4    | 0    | 5        | 2        | 2      | 0      | –     | –     | 42       | 5        |
| Aston Villa          | 2010–11              | 19        | 3         | 2    | 0    | 2        | 2        | 2      | 1      | –     | –     | 25       | 6        |
| Aston Villa          | 2011–12              | 28        | 1         | 1    | 0    | 0        | 0        | –      | –      | –     | –     | 21       | 1        |
| Aston Villa          | Összesen             | 92        | 9         | 7    | 0    | 7        | 4        | 4      | 1      | –     | –     | 110      | 14       |
| Newcastle Jets       | 2012–13              | 62        | 7         | 0    | 0    | 0        | 0        | –      | –      | –     | –     | 62       | 7        |
| Pályafutása összesen | Pályafutása összesen | 608       | 119       | 45   | 7    | 54       | 13       | 51     | 14     | 5     | 0     | 758      | 158      |

### Válogatott

#### Évek szerint
2009. október 10. szerint. 
| Válogatott | Szezon    | Mérkőzés | Gólok |
| ---------- | --------- | -------- | ----- |
| Anglia     | 1998–99   | 2        | 0     |
| Anglia     | 1999–2000 | 7        | 1     |
| Anglia     | 2000–01   | 7        | 1     |
| Anglia     | 2001–02   | 13       | 2     |
| Anglia     | 2002–03   | 5        | 1     |
| Anglia     | 2003–04   | 9        | 0     |
| Anglia     | 2007–08   | 2        | 0     |
| Anglia     | 2008–09   | 8        | 2     |
| Anglia     | 2009–10   | 4        | 0     |
| Összesen   | Összesen  | 57       | 7     |

#### Válogatott góljai
2009. június 6. szerint.
|    | Időpont             | Helyszín                        | Ellenfél                | Eredmény | Végeredmény | Kiírás         |
| -- | ------------------- | ------------------------------- | ----------------------- | -------- | ----------- | -------------- |
| 1. | 2000. június 3.     | Nemzeti Stadion, Málta          | Málta                   | 2–1      | Győzelem    | Barátságos     |
| 2. | 2001. február 28.   | Birmingham, Anglia              | Spanyolország           | 3–0      | Győzelem    | Barátságos     |
| 3. | 2001. szeptember 1. | München, Németország            | Németország             | 5–1      | Győzelem    | Vb-selejtező   |
| 4. | 2002. június 15.    | Niigata, Japán                  | Dánia                   | 3–0      | Győzelem    | Világbajnokság |
| 5. | 2003. május 22.     | Durban, Dél-afrikai Köztársaság | Dél-afrikai Köztársaság | 2–1      | Győzelem    | Barátságos     |
| 6. | 2009. március 28.   | London, Anglia                  | Szlovákia               | 4–0      | Győzelem    | Barátságos     |
| 7. | 2009. június 6.     | Almati, Kazahsztán              | Kazahsztán              | 4–0      | Győzelem    | Vb-selejtező   |

## Fordítás
Ez a szócikk részben vagy egészben  az   Emile Heskey című angol Wikipédia-szócikk ezen változatának fordításán alapul.  Az eredeti cikk szerkesztőit annak laptörténete sorolja fel. Ez a jelzés csupán a megfogalmazás eredetét és a szerzői jogokat jelzi, nem szolgál a cikkben szereplő információk forrásmegjelöléseként.